# دهستان منصورآقایی
دهستان منصورآقایی نام دهستانی در بخش شاهو شهرستان روانسر، استان کرمانشاه در ایران است. براساس سرشماری مرکز آمار ایران در سال ۱۳۸۵، جمعیت آن ۵۰۸۸ نفر (۱۱۵۰ خانوار) بوده‌است.